# She Loves You/I'll Get You
She Loves You/I'll Get You è il quarto singolo discografico del gruppo musicale inglese The Beatles, pubblicato nel Regno Unito nel 1963.

## Tracce
1. She Loves You – 2:16 (John Lennon e Paul McCartney)
2. I'll Get You – 2:01 (John Lennon e Paul McCartney)